# Octobre 1974

## Évènements
- Le roi Hassan II du Maroc et le président mauritanien Moktar Ould Daddah concluent un accord secret pour le partage du Sahara occidental[1].
- Octobre - décembre, France : grève des PTT.

- 5 octobre (Rallye automobile) : arrivée du Rallye Sanremo.

- 6 octobre (Formule 1) : Grand Prix automobile des États-Unis.

- 7 octobre : nouvelle Constitution en Thaïlande[2].

- 10 octobre : les travaillistes obtiennent une courte majorité aux élections législatives au Royaume-Uni, ce qui confère aux libéraux la position de parti charnière.

- 11 - 13 octobre : Felipe González devient secrétaire général du Parti socialiste ouvrier espagnol au congrès de Suresnes.

- 12 et 13 octobre, France : assises du socialisme. Des militants du PSU (Michel Rocard), de la CFDT et des chrétiens de gauche rejoignent le Parti socialiste de François Mitterrand.

- 20 octobre (Rallye automobile) : arrivée du Rallye de Rideau Lakes.

- 26 - 29 octobre : l’OLP est déclarée par une conférence des chefs arabes à Rabat « seul et unique représentant du peuple palestinien ».

- 29 octobre, France : réforme de la saisine du Conseil constitutionnel (60 sénateurs, ou 60 députés).

- 30 octobre : conférence des dix-neuf membres de l’OPEP à Genève. L’Arabie saoudite est disposée à une réduction des prix du brut mais se heurte à l’opposition de l’Algérie, de l’Irak et de l’Iran.

## Naissances
- 2 octobre : Bernard Mourad, banquier et écrivain français († 9 janvier 2025).
- 7 octobre : Charlotte Perrelli, chanteuse suédoise.
- 9 octobre : Yann Barthès, journaliste sur Canal + Français.
- 10 octobre : Chris Pronger, joueur professionnel de hockey.
- 11 octobre : Jason Arnott, joueur professionnel de hockey.
- 14 octobre : Savanna Samson, actrice américaine.
- 16 octobre : 
  - Mark Holland, homme politique fédéral canadien.
  - Paul Kariya, joueur de la Ligue nationale de hockey avec les Blues de Saint-Louis.
- 22 octobre : Paul Duerden, joueur de volley-ball.
- 23 octobre : Luther Yaméogo, juriste politologue burkinabè.
- 29 octobre : John Banza Lunda, homme politique de la République démocratique du Congo.

## Décès
- 7 octobre : René Dary, acteur français.
- 9 octobre : Oskar Schindler, industriel tchécoslovaque qui obtint le titre de Juste parmi les nations.
- 24 octobre : David Oïstrakh, violoniste russe.
- 10 octobre : Lioudmila Pavlitchenko, sniper russe, héroïne de l'union soviétique.